# Technische Universität Saporischschja
Die Technische Universität Saporischschja (ukrainisch Запорізький національний технічний університет) ist eine technische Hochschule in der ukrainischen Stadt Saporischschja.
Der Vorläufer der Hochschule wurde 1900 eröffnet, das Hauptgebäude 1924 eingeweiht.
Sie verfügt über fünf Wohnheime, in denen 2.300 Studenten (teilweise mit ihren Familien) leben.
Die Universität besteht aus 5 Instituten und 11 Fakultäten, an denen insgesamt 10.200 Studenten studieren und 1.345 Dozenten tätig sind (Stand:2020). Von diesen tragen 153 den Professoren- oder Doktortitel.

## Institute
- Institut für Maschinenbau
- Institut für Technische Physik und Elektrotechnik
- Institut für Informationswissenschaft und Funktechnik
- Institut für Wirtschaft und Humanities
- Institut für berufliche Weiterbildung